# Caryocolum repentis
Caryocolum repentis is een vlinder uit de familie tastermotten (Gelechiidae). De wetenschappelijke naam is voor het eerst geldig gepubliceerd in 1992 door Huemer & Luquet.
De soort komt voor in Europa.